# Хайдуково
Хайдуково (серб. Хајдуково) — село в Сербії, належить до общини Суботиця Північно-Бацького округу в багатоетнічному, автономному краю Воєводина.

## Населення
Населення села становить 2610 осіб (2002, перепис), з них:
- мадяри — 2191 — 88,27%;
- серби — 89 — 3,58%;
- бунєвці — 49 — 1,97%;
- хорвати — 41 — 1,61%;

Решту жителів  — з різних етносів, зокрема: чорногорці, румуни, німці і кілька русинів-українців.